# Roberto de Mattei
Roberto de Mattei (ur. 1948) – włoski historyk. Wykłada historię chrześcijaństwa i historię Kościoła na Uniwersytecie Europejskim w Rzymie. Jest wiceprezydentem Włoskiej Narodowej Rady Badań Naukowych, przewodniczącym i założycielem Fundacji Lepanto (stowarzyszenia katolików świeckich w obronie cywilizacji chrześcijańskiej), redaktorem naczelnym kwartalnika historycznego "Nova Historica", miesięcznika "Radici Christiane" oraz tygodnika "Corrispondenza romana". W latach 2002–2006 pełnił funkcję doradcy rządów Giuliano Amato i Silvio Berlusconiego w dziedzinie spraw międzynarodowych. Autor wielu publikacji.

## Książki wydane po polsku
- Krzyżowiec XX wieku, tłum. J. Wolak, wyd. Stowarzyszenie Kultury Chrześcijańskiej im. Ks. Piotra Skargi, Kraków 2004.
- Dyktatura relatywizmu, tłum. P. Toboła-Pertkiewicz, E. Turlińska, wyd. Prohibita, Warszawa 2009.
- Turcja w Europie. Dobrodziejstwo czy katastrofa?, tłum. K. Piekarz, wyd. Stowarzyszenie Kultury Chrześcijańskiej im. Ks. Piotra Skargi, Kraków 2009.
- Sobór Watykański II. Historia dotąd nieopowiedziana, tłum. S. Orzeszko, wyd. Centrum Kultury i Tradycji Wiedeń 1683, Ząbki 2012.
- W obronie tradycji, tłum. [z j. ang.] T. Maszczyk, wyd. Key4 Izabela Szałacińska, Warszawa 2020.